# Фачков
Фачков (словац. Fačkov) — село, громада округу Жиліна, Жилінський край, регіон Раєцка котліна. Кадастрова площа громади — 37,52 км².
Населення 644 особи (станом на 31 грудня 2017 року).

## Історія
Фачков згадується 1351 року.

## Населення
| Рік:            | 1994. | 2004.   | 2014.    | 2024.   |
| --------------- | ----- | ------- | -------- | ------- |
| Кількість осіб: | 805   | 736     | 657      | 666     |
| Різниця:        |       | -8,57 % | -10,73 % | +1,36 % |

| Рік:            | 2023. | 2024.   |
| --------------- | ----- | ------- |
| Кількість осіб: | 670   | 666     |
| Різниця:        |       | -0,59 % |